# Europaparlamentets utskott för medborgerliga fri- och rättigheter samt rättsliga och inrikes frågor
Europaparlamentets utskott för medborgerliga fri- och rättigheter samt rättsliga och inrikes frågor (engelska: European Parliament Committee on Civil Liberties, Justice and Home Affairs, LIBE) är ett av Europaparlamentets 20 ständiga utskott för att bereda ärenden i parlamentet. 
Utskottets nuvarande ordförande, vald den 10 juli 2019, är den spanske Europaparlamentsledamoten Juan Fernando López Aguilar (S&D).

## Presidium
| Namn                        | Funktion i utskottet | Land      | Grupp | Bild |
| --------------------------- | -------------------- | --------- | ----- | ---- |
| Juan Fernando López Aguilar | Ordförande           | Spanien   | S&D   |      |
| Maite Pagazaurtundúa        | Viceordförande       | Spanien   | RE    |      |
| Pietro Bartolo              | Viceordförande       | Italien   | S&D   |      |
|                             | Viceordförande       |           |       |      |
| Emil Radev                  | Viceordförande       | Bulgarien | EPP   |      |